# Piano Blues
Pour le genre musical, voir Piano blues.
Série The Blues
Red, White and Blues
(2003)
Pour plus de détails, voir Fiche technique et Distribution.
Piano Blues est un film documentaire américain réalisé par Clint Eastwood, sorti en 2003. C'est le septième et dernier épisode de la série The Blues produite par Martin Scorsese.

## Synopsis
Clint Eastwood, amoureux du jazz et du blues et pianiste lui-même, propose de retracer l'histoire du piano dans le blues à travers ceux qui l'ont popularisé au XXe siècle. Il choisit de rencontrer Dr. John, Fats Domino, Little Richard, Jay McShann, Dave Brubeck, Pinetop Perkins, Marcia Ball et bien sûr Ray Charles. De nombreuses séquences d'archives ponctuent le film avec de grands noms du piano comme Otis Spann, Charles Brown, etc.

## Fiche technique
- Titre original : Piano Blues
- Réalisation : Clint Eastwood
- Scénario : Peter Guralnick
- Photographie : Vic Losick
- Montage : Joel Cox
- Production : Martin Scorsese
- Société de production : Martin Scorsese Presents
- Pays d'origine : États-Unis
- Format : Couleurs
- Genre : documentaire musical
- Durée : 85 minutes
- Date de sortie : 4 octobre 2003

## Distribution
- Marcia Ball
- Dave Brubeck
- Ray Charles
- Jay McShann
- Pinetop Perkins
- Dr. John
- Little Richard
- Fats Domino
- Clint Eastwood